# Rathaus Pfaffenberg (Mallersdorf-Pfaffenberg)

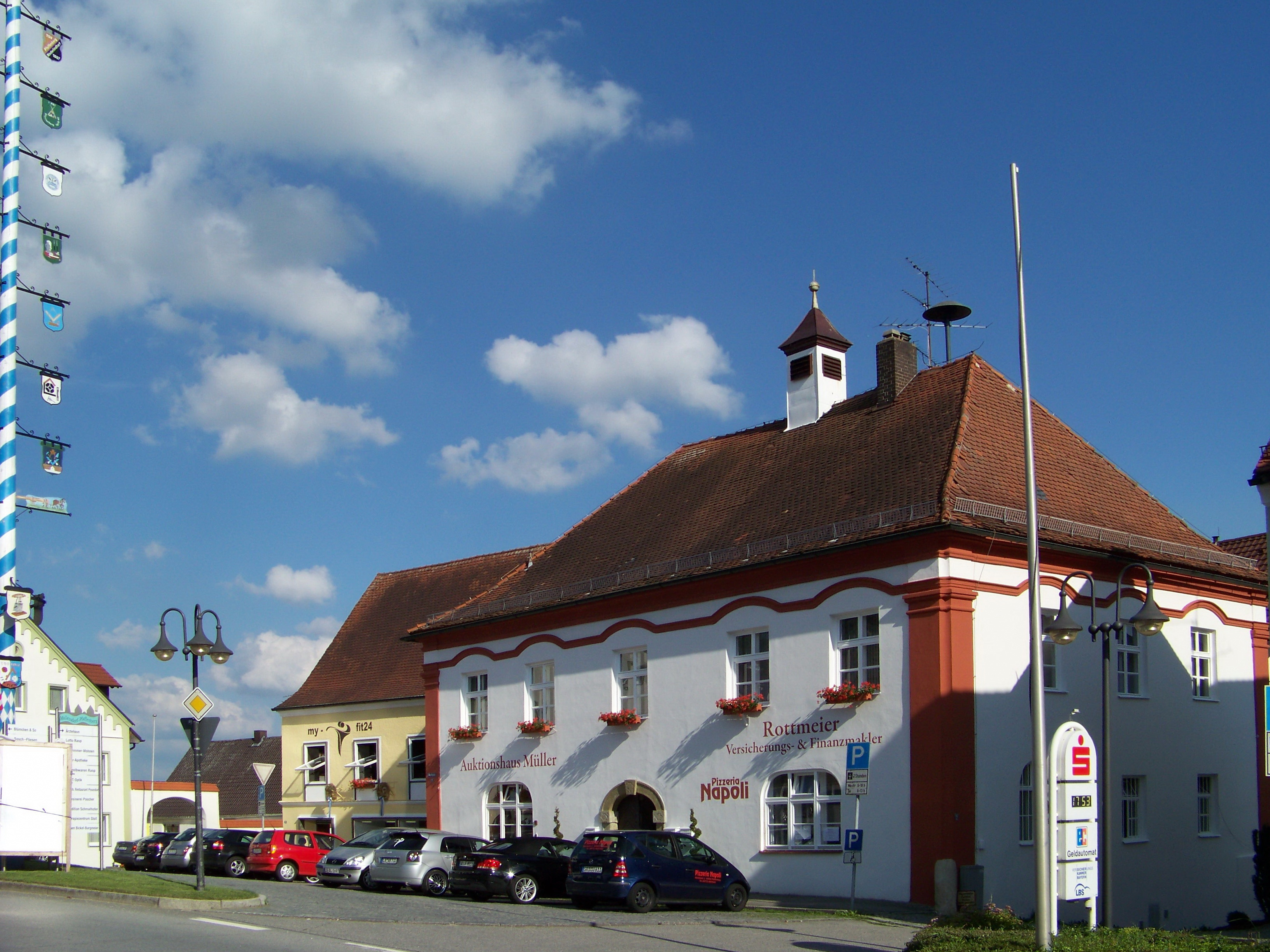
Ehemaliges Rathaus in Pfaffenberg

Das Rathaus in Pfaffenberg, einem Ortsteil der Marktgemeinde Mallersdorf-Pfaffenberg im niederbayerischen Landkreis Straubing-Bogen, wurde von 1735 bis 1738 errichtet. Das ehemalige Rathaus am Marktplatz 1 ist ein geschütztes Baudenkmal. 
Der zweigeschossige Walmdachbau mit Eckpilastern, Schweifgesims, dessen Architrav über den Fenstern segmentbogig hochgekröpft ist, und Rundbogenportal wird von einem kleinen Dachreiter mit Zeltdach und Dachknauf bekrönt.